# Paradiso (single)
"Paradiso" is een nummer van Connie Francis uit 1962. Het nummer is geschreven door Kurt Feltz (onder de naam Peter König) en Wolfgang Zell. Francis bracht het uit als B-kant van de single "Tu' Mir Nicht Weh". In Duitsland bereikte dit nummer de tweede plaats van de hitlijst.
Het nummer is in het Nederlandstalig taalgebied met name bekend door de uitvoering van Anneke Grönloh uit 1962. De Nederlandse tekst werd geschreven door Gerrit den Braber. Het is de opvolger van haar debuutsingle "Brandend zand". "Paradiso" slaat aan bij het publiek en verdrijft "Brandend zand" van de eerste plek in de Muziek Parade, om daar vier maanden te blijven staan. In de hitlijst van Platennieuws staat het nummer 16 aaneengesloten weken op de eerste plek, een record dat niet verbroken is in de periode (1961-1964) dat deze hitlijst uitkwam. In Vlaanderen bracht het nummer het tot een negende plek. Dankzij deze twee elkaar snel opvolgende nummer 1-hits, groeide Grönloh uit tot een van de grootste Nederlandse sterren uit begin jaren zestig.

## NPO Radio 2 Top 2000
| Nummer met noteringen in de NPO Radio 2 Top 2000 | '05 | '06 | '07  | '08  |
| ------------------------------------------------ | --- | --- | ---- | ---- |
| Paradiso (Anneke Grönloh)                        | 396 | -   | 1827 | 1860 |

1. ↑  Een '-' betekent dat het nummer niet was genoteerd en een vetgedrukt getal geeft de hoogste notering aan.
2. ↑  2005 was het eerste jaar met een notering voor dit nummer.
3. ↑  Deze tabel is bijgewerkt tot en met de laatste editie (2024).